# Rosalba crassepunctata
Rosalba crassepunctata är en skalbaggsart som beskrevs av Stefan von Breuning 1948. Rosalba crassepunctata ingår i släktet Rosalba och familjen långhorningar. Inga underarter finns listade i Catalogue of Life.